# Louis Hautecœur
Louis-Eugène-Georges Hautecœur, né le 11 juin 1884 à Paris 9e et mort le 17 novembre 1973 à Paris 14e, est un fonctionnaire et historien d'art français. Il fut le dernier conservateur du musée du Luxembourg et joua un rôle important dans la fondation du musée national d’Art moderne au Palais de Tokyo.

## Biographie
Élève à l'École normale supérieure (Lettres 1905), reçu premier à l'agrégation d'histoire (1908), membre de l'École française de Rome (1908-1910), docteur ès lettres (1912), il est chargé de mission et de fouilles en Tunisie par l'Académie des inscriptions et belles lettres (1909). Il est nommé professeur au lycée de Laon (1910-1911), à l'Institut français de Saint-Pétersbourg (1911-1913), au lycée d'Amiens (1913-1914). Mobilisé pendant la Première Guerre mondiale, il sert comme sous-lieutenant à la 152e division d'infanterie (division coloniale), puis est affecté au ministère de la Guerre (service des Armées alliées) et à la présidence du Conseil (1916-1918) et envoyé comme responsable du service d'information diplomatique à Lugano (1917).
Après la guerre, il devient professeur d'histoire de l'art à l'université de Caen (1919-1931) et à l'École du Louvre (1920-1940), et titulaire de la chaire d'histoire de l'architecture à l'École des beaux-arts (1920-1940). Il mène parallèlement une carrière de conservateur et de fonctionnaire de l'administration des Beaux-Arts : conservateur-adjoint au département des peintures du musée du Louvre (1919-1927), conservateur du musée du Luxembourg (1927-1937), directeur des Beaux-Arts en Égypte (1927-1931), délégué à la Commission de coopération intellectuelle de la Société des Nations (1929), commissaire général pour la France à la Biennale de Venise (1932-1938). Il a également été rédacteur en chef de la revue L'Architecture (1922-1939).
Aux expositions internationales de 1925 et 1937, il a été membre du comité de sélection pour la section d'architecture, et directeur des travaux d'art, chargé du suivi du chantier du Palais de Tokyo (Musées d'art moderne), musée qu'il dirige de 1937 à 1940.
En juillet 1940, il est nommé directeur général des Beaux-Arts, en remplacement de Georges Huisman, révoqué parce que Juif par le Gouvernement de Vichy. Envoyé comme plénipotentiaire en Espagne pour négocier l'échange d'œuvres d'art (1941), il devient secrétaire général des Beaux-Arts/conseiller d'État, de mars 1941 à mars 1944. Sous sa direction, est préparée la loi du 25 février 1943, dite loi des abords. Révoqué sur ordre de Hermann Göring pour « refus permanent de collaboration », il devient directeur d'étude à la Ve section de l'École pratique des hautes études (mars 1944-février 1945).
Assez peu inquiété à la Libération, il est d'ailleurs réintégré dans son poste de secrétaire général des Beaux-Arts le 19 avril 1946, il a su être une personnalité scientifique incontournable dans le milieu de l'histoire de l'art de l'après-guerre et poursuivre ses travaux historiques et sa carrière de chercheur : professeur d'histoire de l'art à l'université de Genève (1946-1949), membre de l'Institut (27 février 1952), secrétaire perpétuel de l'Académie des beaux-arts (6 juillet 1955), président du Comité français d'histoire de l'art (CFHA), membre de la Commission des monuments historiques, vice-président de la Commission du Vieux Paris, premier directeur de la Revue de l'art (fondée par André Chastel), etc.
Spécialiste de l'art classique et néo-classique français, il a publié un nombre très important d'ouvrages consacrés à l'architecture, la peinture et l'art en général, du Moyen Âge à l'époque moderne. Il a également publié des ouvrages sur l'art oriental (Les mosquées du Caire, Leroux, 1932). Son œuvre principale s'intitule l'Histoire de l'architecture classique en France qu'il a publiée entre 1943 et 1957 en plusieurs volumes (découpage par règnes de souverains, réédition parue dans les années 1960), synthèse empreinte d'une vision nationaliste de l'architecture française, mais appuyée sur une masse importante de documents d'archives et iconographiques et restée inégalée pendant quarante ans. La légende veut que le tome 4, consacré au "style Louis XVI" (1750-1792) et considéré comme le meilleur volume, ait été rédigé de mémoire, après que ses notes eurent été détruites pendant la guerre.
Membre de l'Académie de Saint-Luc à Rome (1931), de la Société d'histoire de l'art français (président : 1932, 1955, 1959), de l'Académie d'architecture (1958), de l'Académie royale de Belgique (1959). Commandeur de la Légion d'honneur (1938), grand' croix d'Isabelle la Catholique, de l'ordre de Saint-Sava, de l'ordre souverain de Malte, grand officier de la Couronne d'Italie, de l'ordre du Nil, commandeur de la Couronne de Roumanie, titulaire de la Francisque, etc. Il est également membre de l'association pour défendre la mémoire du maréchal Pétain.
Louis Hautecœur résidait dans un hôtel particulier du 16e arrondissement de Paris, au 20, rue Leconte-de-Lisle.

## Publications
- Rome et la Renaissance de l'Antiquité à la fin du XVIIIe siècle, Paris, Fontemoing et Cie éditeurs, coll. « Bibliothèque des Écoles françaises d'Athènes et de Rome no 105 », 1912, VIII-316 p. (lire en ligne), prix Charles Blanc de l’Académie française en 1913 ;
- Jean-Baptiste Greuze, 1913 ;
- Madame Élisabeth Vigée Le Brun, v. 1920 ;
- Le Louvre et les Tuileries, v. 1924 ;
- Considérations sur l'art d'aujourd'hui, Paris, Librairie de France, 1929 ;
- Musée national du Luxembourg. Catalogue des peintures et sculptures (en collaboration avec Pierre Ladoué), 1931 ;
- Les primitifs italiens, Paris, Henri Laurens, 1931 ;
- De l'Architecture, 1938 ;
- Littérature et peinture en France du XVIIe au XXe siècle, 1942, Prix Charles-Blanc de l'Académie française en 1943 ;
- Histoire de l'architecture classique en France, Paris, Auguste Picard, 1943-1957 ;
- Les Peintres de la vie familiale, Paris, éd. de la Galerie Charpentier, 1945 ;
- Les beaux-arts en France, passé et avenir, Paris, Picard, 1948 ;
- Édouard Castres, Genève, A. Jullien, 1950 ;
- Mystique et architecture : symbolisme du cercle et de la coupole, 1954 ;
- Diego Vélasquez : 1599-1660, 1954 ;
- Histoire de l'Art, tome I : "De la magie à la religion", Flammarion, 1959, 684 p. ;
- Histoire de l'Art, tome II : "De la réalité à la beauté", Flammarion, 1959, 686 p. ;
- Histoire de l'Art, tome III : "De la nature à l'abstraction", Flammarion, 1959, 674 p. ;
- Au temps de Louis XIV, 1967 ;
- Paris. Tome 1 : Des origines à 1715. Tome 2 : De 1715 à nos jours, 1972 ;
- L'Artiste et son œuvre : essai sur la création artistique, 1972-1973 ;
- Georges Seurat, 1974 ;
- Architecture et aménagement des musées, 1993.

## Distinctions
- Commandeur de l'ordre du Nichan Iftikhar
- Commandeur de l'ordre de l'Étoile de Roumanie
- Grand-croix de l'ordre d'Isabelle la Catholique
- Commandeur de la Légion d'honneur (1938)
- Ordre de la Francisque